# Локтевка
Ло́ктевка — река в Алтайском крае, левый приток Чарыша.
Длина 111 км, площадь водного бассейна 1610 км². Берёт начало у подножья горы Синюха (1210 м) Колыванского хребта, южнее неё находится село Колывань. Впадает в Чарыш у села Калмыцкие Мысы Поспелихинского района Алтайского края.
В верхней горной части принимает притоки: Белую (правый, длина 39 км) и Усть-Колыванку (левый, длина 26 км), протекающую через озеро Колыванское (Саввушкино). Водосбор в верховьях низкогорный, залесённый, в средней и нижней частях — открытый, распаханный, расположен на всхолмлённой Предалтайской равнине. Исключая верховья, река типично равнинная. Долина хорошо выражена, пойменная, невысокие берега, русло песчаное. Весеннее половодье в апреле—мае. Максимальный подъём отмечается до 1,5—2,5 м. Бывают невысокие дождевые паводки — до 0,5 м. Ледостав с середины ноября до конца марта, характерны наледи. Толщина льда — 0,5—1 м. В среднем течении на берегу Локтевки расположен районный центр Курья.

## Притоки
- 53 км: река без названия
- 67 км: Таловка
- 70 км: Усть-Колыванка
- 79 км: Березовка
- 84 км: Белая
- 89 км: Каменка
- 95 км: Евстифеевка

## Данные водного реестра
По данным государственного водного реестра России относится к Верхнеобскому бассейновому округу, водохозяйственный участок реки — Обь от слияния рек Бия и Катунь до города Барнаул, без реки Алей, речной подбассейн реки — бассейны притоков (Верхней) Оби до впадения Томи. Речной бассейн реки — (Верхняя) Обь до впадения Иртыша.